# Dalea

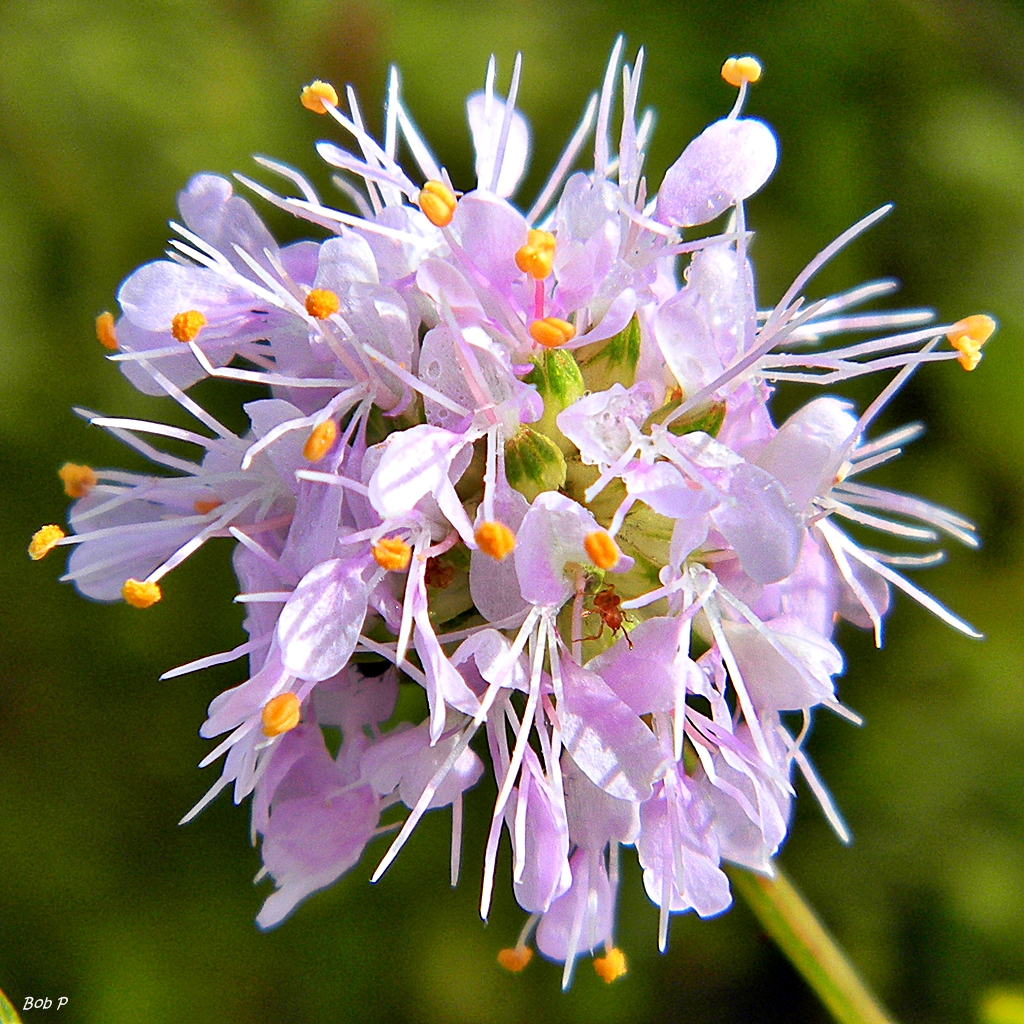
Dalea feayi

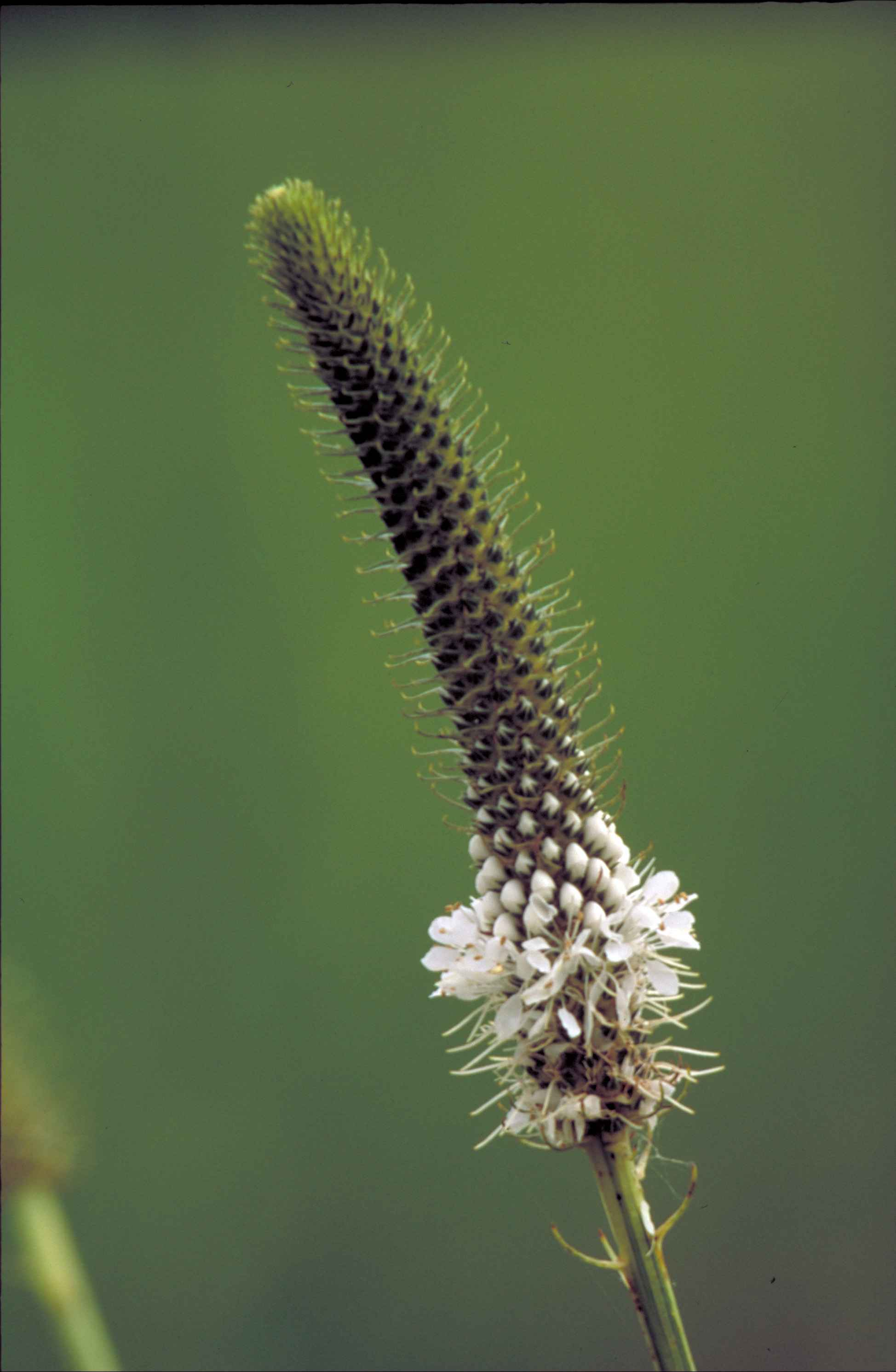
Dalea candida

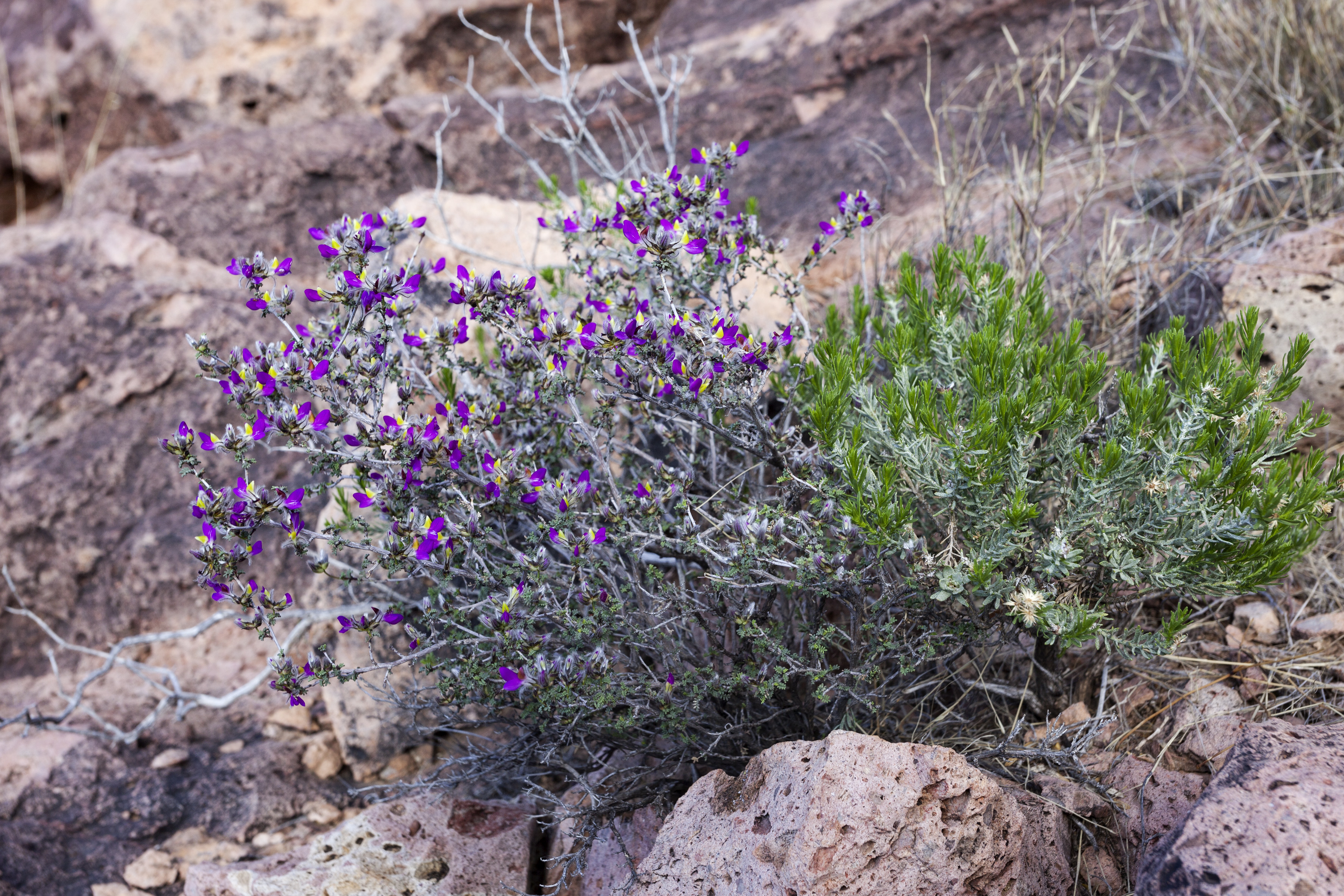
Dalea formosa

Dalea, niedołupin (Dalea L.) – rodzaj roślin z rodziny bobowatych (Fabaceae). Obejmuje 192 gatunki. Występują one w Ameryce Północnej i wzdłuż Andów w Ameryce Południowej od środkowej Kanady na północy po północną Argentynę na południu. Największe zróżnicowanie jest w Meksyku, skąd znanych jest ok. 115 gatunków, z czego 75 to endemity tego kraju. Liczne gatunki rosną też na północ od Meksyku (23 gatunki to endemity Stanów Zjednoczonych i Kanady). Są to kserofityczne rośliny zielne i krzewy, rosnące w różnych formacjach i warunkach siedliskowych, przy czym często na skalistych zboczach, w wąwozach i na terenach pustynnych.
Nazwa rodzaju upamiętnia angielskiego botanika, aptekarza i lekarza – Samuela Dale'a (1659–1739).
Korzenie Dalea purpurea są żute ze względu na ich walory smakowe, a z liści tego gatunku sporządza się aromatyczne napary. Inne gatunki stosowane są jako lecznicze, ozdobne, pastewne, do ochrony gruntów przed erozją, pędy bywają wykorzystywane w plecionkarstwie i do wyrobu mioteł.

## Morfologia

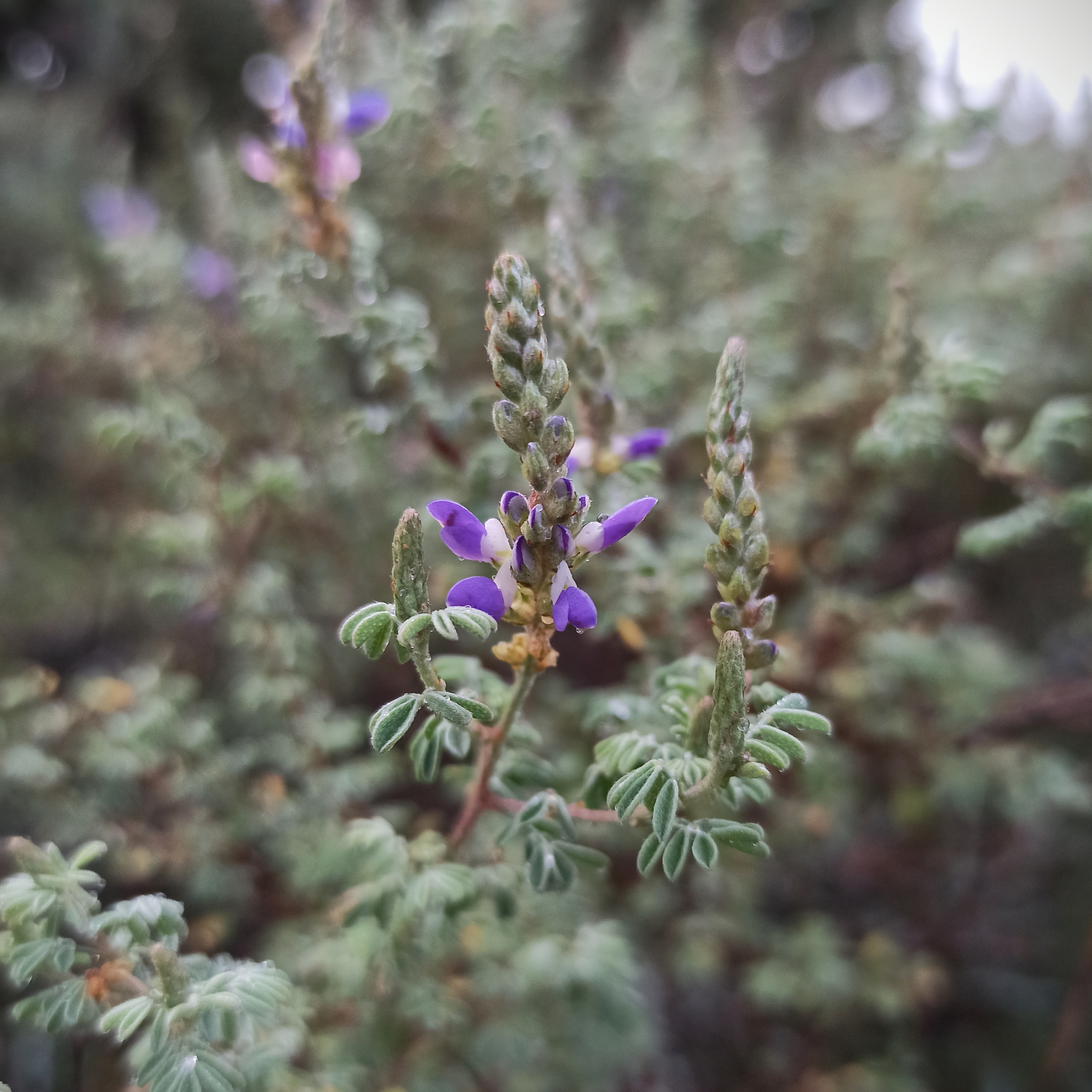
Dalea bicolor

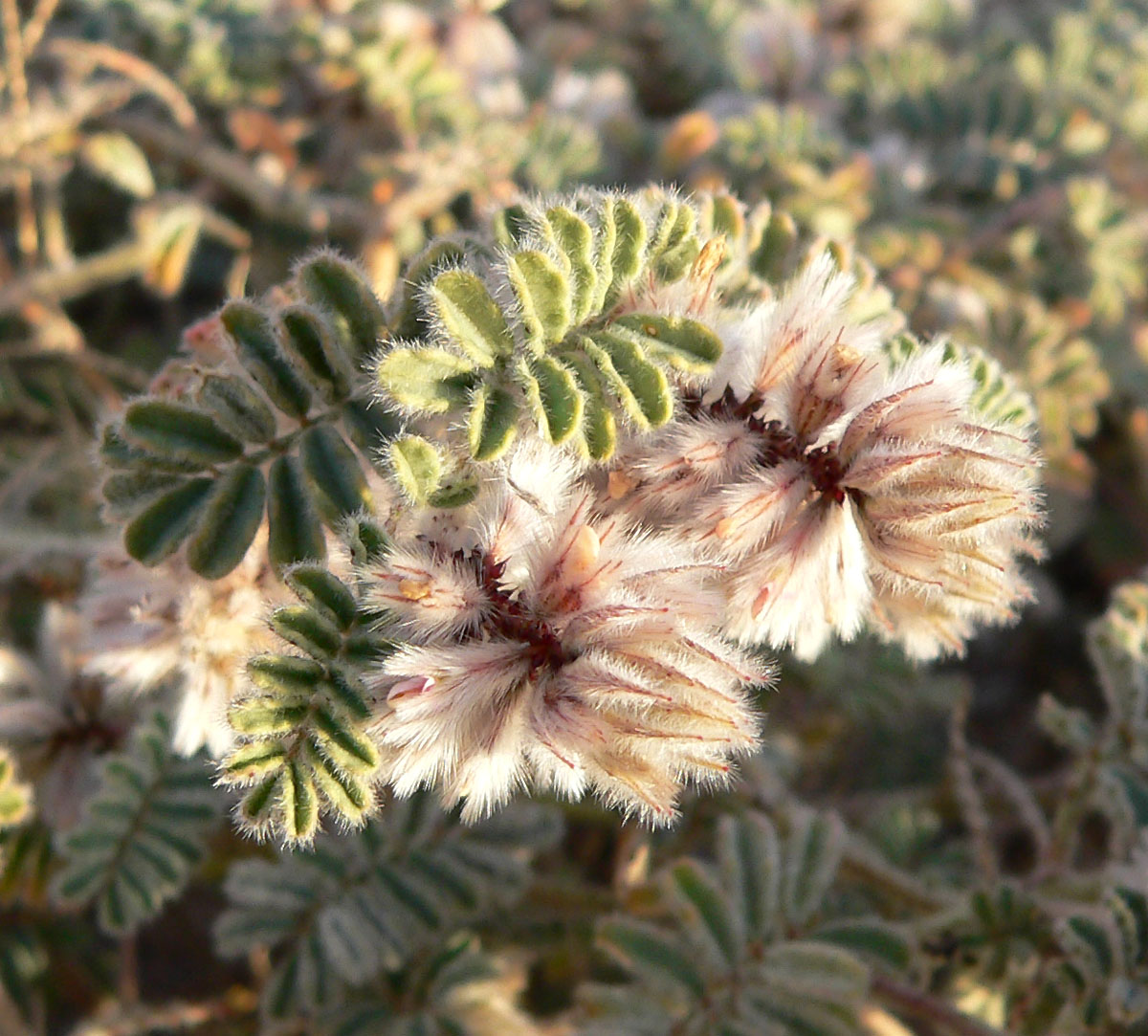
Dalea mollisima

PokrójOgruczolone, owłosione lub nagie rośliny zielne (roczne i byliny), krzewy i drzewa.
LiścieSkrętoległe, nieparzysto pierzaste, ogonkowe lub siedzące, o różnej liczbie listków (od 3 do ponad 40), które są całobrzegie o kształcie od równowąskiego do eliptycznego i jajowatego. Przylistki szczecinkowate do lancetowatych.
KwiatyZebrane w luźne (długoszypułkowe) lub gęste (z kwiatami krótkoszypułkowymi i siedzącymi) kwiatostany typu kłos, grono lub główka. Wspierające kwiatostan podsadki czasem obecne, a czasem ich brak. Przysadki obecne. Kielich jest ma działki równe lub prawie równe, jest krótszy lub dłuższy od rurki korony. Działki czasem ościste. Korony zwykle niebieskie lub fioletowe, żagielek szeroki. Pręcików jest 5, 9 lub 10.
OwoceStrąki mniej lub bardziej zamknięte w kielichu, zawierające pojedyncze nasiono.

## Systematyka
Pozycja systematyczna

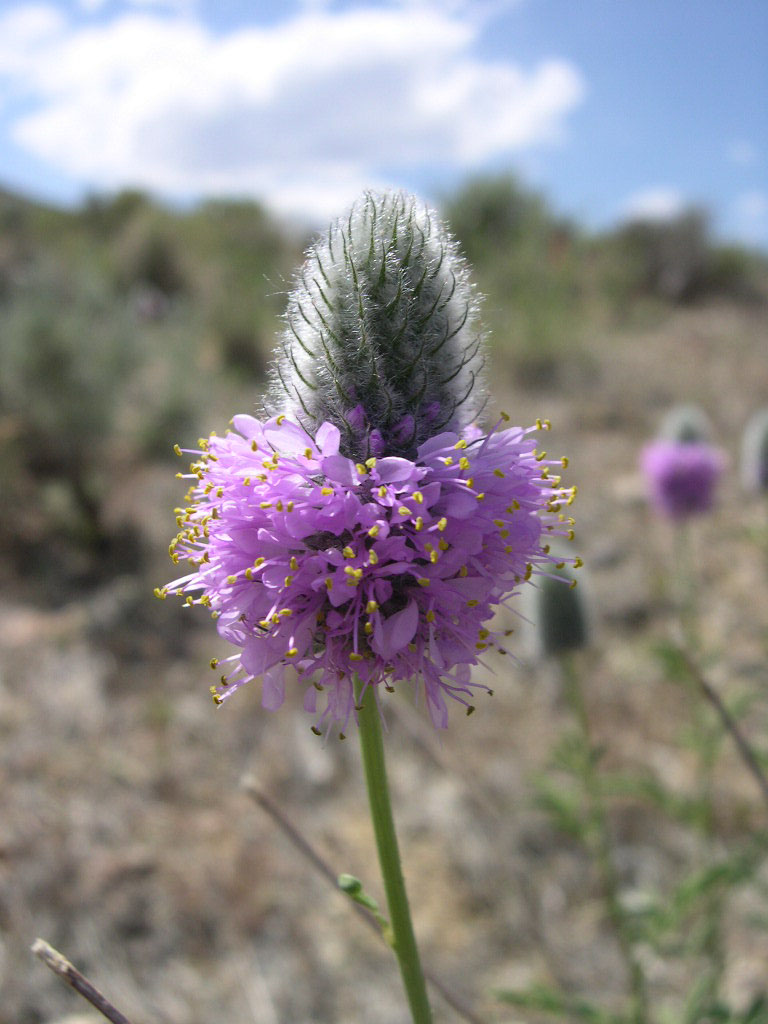
Dalea ornata

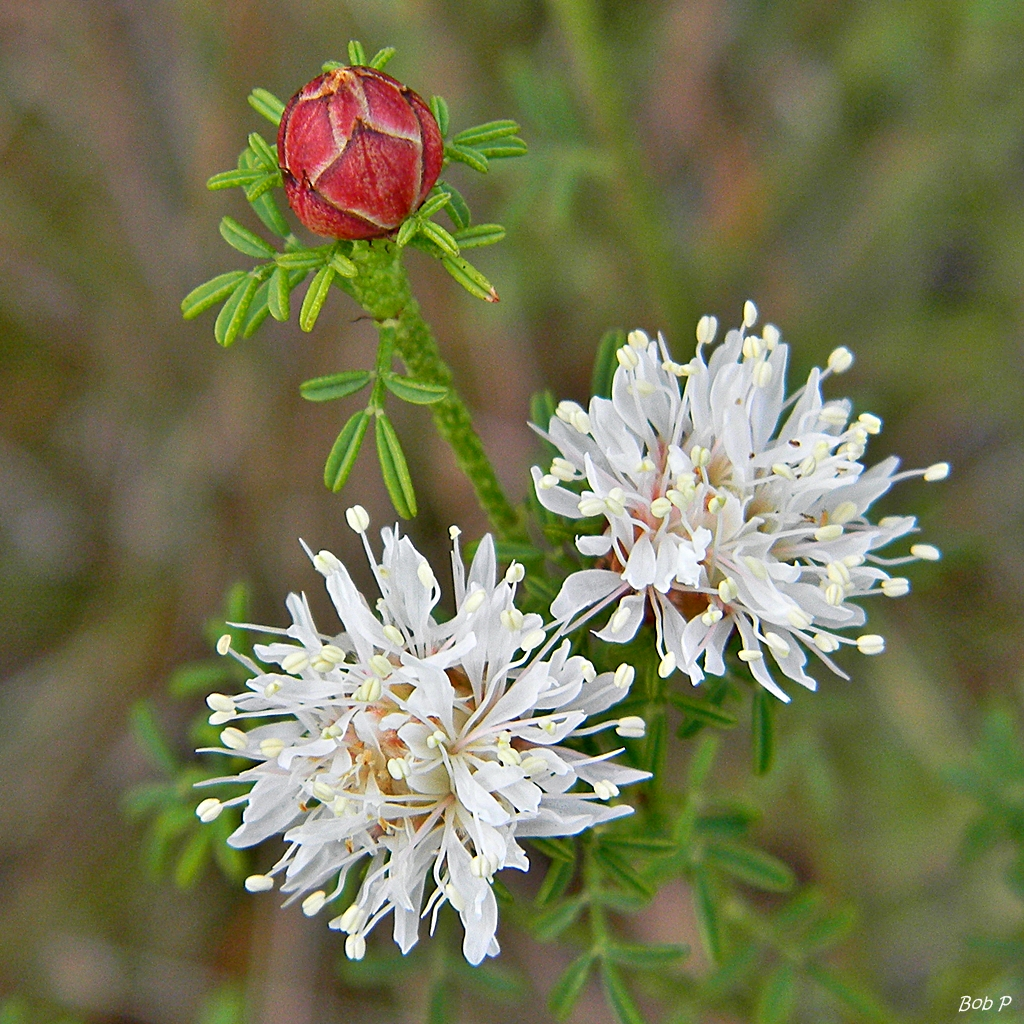
Dalea pinnata

Jeden z rodzajów plemienia Amorpheae z podrodziny bobowatych właściwych (Faboideae) z rodziny bobowatych (Fabaceae).
Wykaz gatunków
- Dalea abietifolia (Rose) Bullock
- Dalea acracarpica Barneby
- Dalea aenigma Barneby
- Dalea albiflora A.Gray
- Dalea analiliana Spellenb.
- Dalea ananassa Barneby
- Dalea aurea Nutt. ex Pursh
- Dalea austrotexana B.L.Turner
- Dalea ayavacensis Kunth
- Dalea azurea (Phil.) Reiche
- Dalea bacchantum Barneby
- Dalea bartonii Barneby
- Dalea bicolor Humb. & Bonpl. ex Willd.
- Dalea boliviana Britton
- Dalea boraginea Barneby
- Dalea botterii (Rydb.) Barneby
- Dalea brachystachya A.Gray
- Dalea brandegeei (Rose) Bullock
- Dalea caeciliae Harms
- Dalea cahaba J.R.Allison
- Dalea candida Willd.
- Dalea capitata S.Watson
- Dalea carnea (Michx.) Poir.
- Dalea carthagenensis (Jacq.) J.F.Macbr.
- Dalea ceciliana B.L.Turner
- Dalea choanosema Barneby
- Dalea chrysophylla Barneby
- Dalea cinnamomea Barneby
- Dalea cliffortiana Willd.
- Dalea coerulea (L.f.) Schinz & Thell.
- Dalea compacta Spreng.
- Dalea conetensis A.E.Estrada & Villarreal
- Dalea confusa (Rydb.) Barneby
- Dalea cora Barneby
- Dalea crassifolia Hemsl.
- Dalea cuatrecasasii Barneby
- Dalea cuniculocaudata Paul G.Wilson
- Dalea cyanea Greene
- Dalea cylindrica Hook.
- Dalea cylindriceps Barneby
- Dalea daucosma Barneby
- Dalea dipsacea Barneby
- Dalea dispar C.V.Morton
- Dalea dorycnioides DC.
- Dalea drummondiana Shinners
- Dalea elata Hook. & Arn.
- Dalea elegans Gillies ex Hook.
- Dalea emarginata (Torr. & A.Gray) Shinners
- Dalea emmae Rzed. & Calderón
- Dalea enneandra Nutt.
- Dalea eriophylla S.Watson
- Dalea erythrorhiza Greenm.
- Dalea escobilla Barneby
- Dalea exigua Barneby
- Dalea exilis DC.
- Dalea exserta (Rydb.) Gentry
- Dalea feayi (Chapm.) Barneby
- Dalea fieldii (J.F.Macbr.) J.F.Macbr.
- Dalea filiciformis C.B.Rob. & Greenm.
- Dalea filiformis A.Gray
- Dalea flavescens (S.Watson) Welsh
- Dalea floridana (Rydb.) J.Diggs & Weakley
- Dalea foliolosa (Aiton) Barneby
- Dalea foliosa (A.Gray) Barneby
- Dalea formosa Torr.
- Dalea frutescens A.Gray
- Dalea galbina (J.F.Macbr.) J.F.Macbr.
- Dalea gattingeri (A.Heller) Barneby
- Dalea glumacea Barneby
- Dalea grayi (Vail) L.O.Williams
- Dalea greggii A.Gray
- Dalea gymnocodon Barneby
- Dalea gypsophila Barneby
- Dalea hallii A.Gray
- Dalea hegewischiana Steud.
- Dalea hemsleyana (Rose) Bullock
- Dalea hintonii Sandwith
- Dalea holwayi Rose
- Dalea hospes (Rose) Bullock
- Dalea humifusa Benth.
- Dalea humilis G.Don
- Dalea illustris Barneby
- Dalea insignis Hemsl.
- Dalea isidori Barneby
- Dalea jaliscana A.E.Estrada & Villarreal
- Dalea jamesii (Torr.) Torr. & A.Gray
- Dalea jamesonii (J.F.Macbr.) J.F.Macbr.
- Dalea janosensis A.E.Estrada & Villarreal
- Dalea kuntzei Harms ex Kuntze
- Dalea lachnantha S.Schauer
- Dalea lachnostachys A.Gray
- Dalea lamprostachya Barneby
- Dalea lanata Spreng.
- Dalea laniceps Barneby
- Dalea lasiathera A.Gray
- Dalea leporina (Aiton) Bullock
- Dalea leptostachya DC.
- Dalea leucosericea (Rydb.) Standl. & Steyerm.
- Dalea leucostachya A.Gray
- Dalea luisana S.Watson
- Dalea lumholtzii C.B.Rob. & Fernald
- Dalea lutea (Cav.) Willd.
- Dalea macrotropis S.Schauer
- Dalea mcvaughii Barneby
- Dalea melantha S.Schauer
- Dalea mexiae Barneby
- Dalea minutifolia (Rydb.) Harms
- Dalea mixteca Barneby
- Dalea mollis Benth.
- Dalea mollissima (Rydb.) Munz
- Dalea moquehuana J.F.Macbr.
- Dalea mountjoyae M.Woods
- Dalea mucronata DC.
- Dalea multiflora (Nutt.) Shinners
- Dalea myriadenia Ulbr.
- Dalea nana Torr. ex A.Gray
- Dalea nelsonii (Rydb.) Barneby
- Dalea nemaphyllidia Barneby
- Dalea neomexicana (A.Gray) Cory
- Dalea nobilis Barneby
- Dalea obovata (Torr. & A.Gray) Shinners
- Dalea obovatifolia Ortega
- Dalea obreniformis (Rydb.) Barneby
- Dalea onobrychis DC.
- Dalea ornata (Douglas ex Hook.) Eaton & Wright
- Dalea parrasana Brandegee
- Dalea pazensis Rusby
- Dalea pectinata Kunth
- Dalea pennellii (J.F.Macbr.) J.F.Macbr.
- Dalea phleoides (Torr. & A.Gray) Shinners
- Dalea pinetorum Gentry
- Dalea pinnata (J.F.Gmel.) Barneby
- Dalea piptostegia Barneby
- Dalea plantaginoides Barneby
- Dalea pogonathera A.Gray
- Dalea polygonoides A.Gray
- Dalea polystachya Barneby
- Dalea pringlei A.Gray
- Dalea prostrata Ortega
- Dalea pseudocorymbosa A.E.Estrada & Villarreal
- Dalea pulchella G.Don
- Dalea pulchra Gentry
- Dalea purpurea Vent.
- Dalea purpusii Brandegee
- Dalea quercetorum Standl. & L.O.Williams
- Dalea radicans S.Watson
- Dalea reclinata (Cav.) Willd.
- Dalea reverchonii (S.Watson) Shinners
- Dalea revoluta S.Watson
- Dalea rosarum Rzed. & Calderón
- Dalea rubescens S.Watson
- Dalea rubriflora A.E.Estrada, Mart.-Ram., A.Mares & Ocampo
- Dalea rubrolutea Barneby
- Dalea rupertiana Rzed. & Calderón
- Dalea rupertii A.E.Estrada, Villarreal & M.González
- Dalea rzedowskii Barneby
- Dalea sabinalis (S.Watson) Shinners
- Dalea saffordii (Rose) Bullock
- Dalea scandens (Houst. ex Mill.) R.T.Clausen
- Dalea scariosa S.Watson
- Dalea schiblii R.Medina & M.Sousa
- Dalea searlsiae (A.Gray) Barneby
- Dalea sericea Lag.
- Dalea sericocalyx (Rydb.) L.Riley
- Dalea similis Hemsl.
- Dalea simulatrix Barneby
- Dalea smithii J.F.Macbr.
- Dalea sousae Barneby
- Dalea strobilacea Barneby
- Dalea tentaculoides Gentry
- Dalea tenuicaulis Hook.f.
- Dalea tenuifolia (A.Gray) Shinners
- Dalea tenuis (J.M.Coult.) Shinners
- Dalea thouinii Schrank
- Dalea tolteca Barneby
- Dalea tomentosa (Cav.) Willd.
- Dalea transiens Barneby
- Dalea tridactylites Barneby
- Dalea trifoliata Zucc.
- Dalea trochilina Brandegee
- Dalea uniflora (Barneby) G.L.Nesom
- Dalea urceolata Greene
- Dalea verna Barneby
- Dalea versicolor Zucc.
- Dalea villosa (Nutt.) Spreng.
- Dalea virgata Lag.
- Dalea viridiflora S.Watson
- Dalea weberbaueri Ulbr.
- Dalea wigginsii Barneby
- Dalea wilsonii Piñeros-U. & F.González
- Dalea wrightii A.Gray
- Dalea zimapanica S.Schauer